# アイラン・バークレー
アイラン・バークレー（Iran Barkley、1960年5月6日 - ）は、アメリカ合衆国の男性プロボクサー。ニューヨーク州ニューヨーク市ブロンクス区出身。元WBC世界ミドル級王者。元IBF世界スーパーミドル級王者。元WBA世界ライトヘビー級王者。世界3階級制覇王者。

## 来歴
1982年12月9日、プロデビュー。
1987年10月23日、世界初挑戦となるWBA世界ミドル級王座決定戦でスンブ・カランベイ（イタリア）と対戦するも、0-3の判定負けで王座獲得ならず。
1988年6月6日、WBC世界ミドル級王者トーマス・ハーンズ（アメリカ合衆国）と対戦し、3回KO勝ちで王座を獲得した。この試合はリングマガジン アップセット・オブ・ザ・イヤーに選出された。
1989年2月24日、初防衛戦でロベルト・デュラン（パナマ）と対戦し、11回にダウンを奪われるなどして1-2の判定負けで王座から陥落した。この試合はリングマガジン ファイト・オブ・ザ・イヤーに選出された。
1989年8月15日、IBF世界ミドル級王者マイケル・ナン（アメリカ）と対戦し、0-2の判定負けで王座獲得ならず。
1990年8月18日、WBO世界ミドル級王者ナイジェル・ベン（イギリス）と対戦し、1回TKO負けで王座獲得ならず。
1992年1月10日、階級を上げ、IBF世界スーパーミドル級王者ダーリン・バン・ホーン（イギリス）と対戦し、2回TKO勝ちで王座を獲得、2階級制覇に成功した。
1992年3月20日、3年9か月ぶりの再戦となるWBA世界ライトヘビー級王者トーマス・ハーンズ（アメリカ）と対戦し、2-1（114-113、115-113、113-114）の判定勝ちで王座を獲得、3階級制覇に成功したものの、同王座は翌月に返上した。
1993年2月13日、IBF世界スーパーミドル級王座の初防衛戦でジェームズ・トニー（アメリカ）と対戦し、9回TKO負けで王座から陥落した。
1994年10月8日、IBF世界ライトヘビー級王者ヘンリー・マスケ（ドイツ）と対戦し、9回TKO負けで王座獲得ならず。
その後は世界王座に絡むことなく、1999年7月31日の試合を最後に引退した。

## 獲得タイトル
- WBC世界ミドル級王座（防衛0）
- IBF世界スーパーミドル級王座（防衛0）
- WBA世界ライトヘビー級王座（防衛0=返上）